# Osona
|  | Per a altres significats, vegeu «Osona (desambiguació)». |

La comarca d'Osona, situada a l'extrem nord-est de la depressió central Catalana, està envoltada pel prepirineu (al nord) la serralada transversal al nord-est, la serralada prelitoral al sud-est, i al nord-est la Depressió Central. Osona forma part de la regió natural de l'Alt Ter, que conforma juntament amb les comarques del Ripollès i Lluçanès.
La capital de la comarca és Vic, situada al centre de la comarca i al centre també de la plana de Vic, ocupa l'espai central de la comarca. Limita amb les comarques següents: al nord amb el Ripollès, la Garrotxa i el Berguedà, a l'oest amb el Lluçanès, el Moianès i el Bages, a l'est amb la Selva i al sud amb el Vallès Oriental, i forma part administrivament de la vegueria de la Catalunya Central per raons polítiques. Els límits territorials de la comarca comprenen la major part de la subcomarca natural del Lluçanès (sotsvegueria històrica), el Voltreganès i les Guilleries. Comprèn la major part de l'històric Comtat d'Osona. Té 164.555 habitants oficialment (2023), i té 162.929 habitants sense comptar amb els municipis de la subcomarca del Lluçanès que van votar negativament per no unir-se a la comarca del Lluçanès.
La comarca d'Osona s'inclou sovint dins de la regió de l'Alt Ter, una regió composta amb Osona, el Ripollès, el Lluçanès i possiblement el Moianès i la Garrotxa.

## Toponímia
L'origen del topònim ve dels ausetans, la ciutat de Vic antigament es deia Ausa o Ausona en llatí, amb els segles el topònim va derivar a Osona.

## Geografia

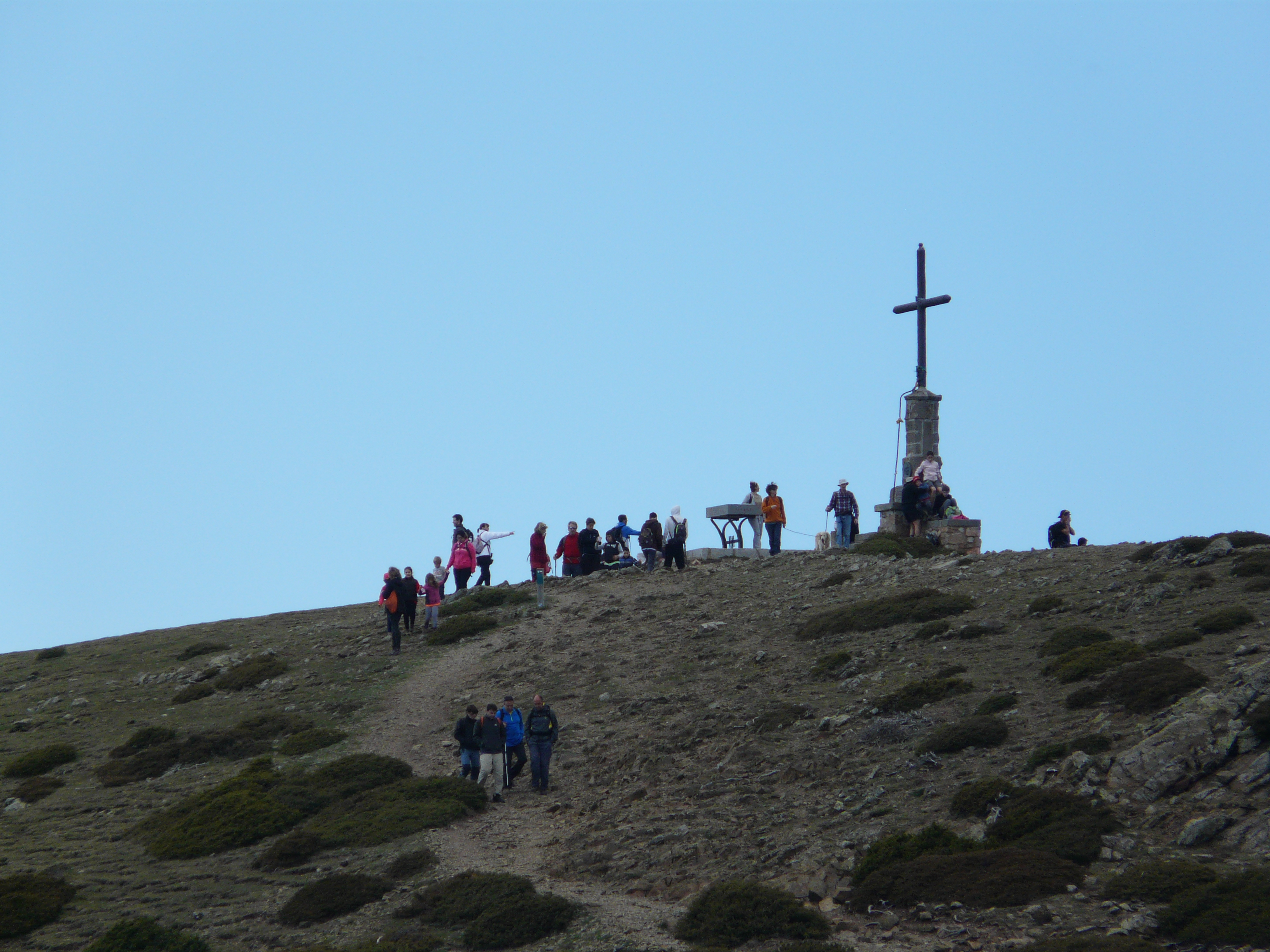
El Matagalls la muntanya més alta d'Osona amb 1.697m

La comarca d'Osona és la més oriental de les comarques centrals i la de més heterogènia composició. Dins de les seves terres corresponents a les quatre grans unitats de relleu de Catalunya. El nucli de la comarca és constituït per la plana de Vic, conca d'erosió oberta en les margues gris-blavenques de la depressió central per l'acció conjunta del riu Ter. Pel nord, tanquen la plana els primers replecs pirinencs –serres de Milanys, Bellmunt i Curull–, que s'enllacen pel nord-est amb l'altiplà de Cabrerès, pertanyent a la serralada Transversal. Per l'est, el curs encaixat del Ter separa aquest altiplà del massís prelitoral de les Guilleries, el qual continua amb el del Montseny. Els contraforts occidentals del pla de la Calma (massís del Montseny) i els cingles de Bertí tanquen la comarca pel sud. Entre aquestes dues formacions muntanyoses, el riu Congost ha obert un estret per on circula la carretera i la línia de ferrocarril que comunica la plana de Vic amb el Vallès i Barcelona. Per l'oest, són els altiplans del Moianès i del Lluçanès els que delimiten perfectament la conca.

## Clima

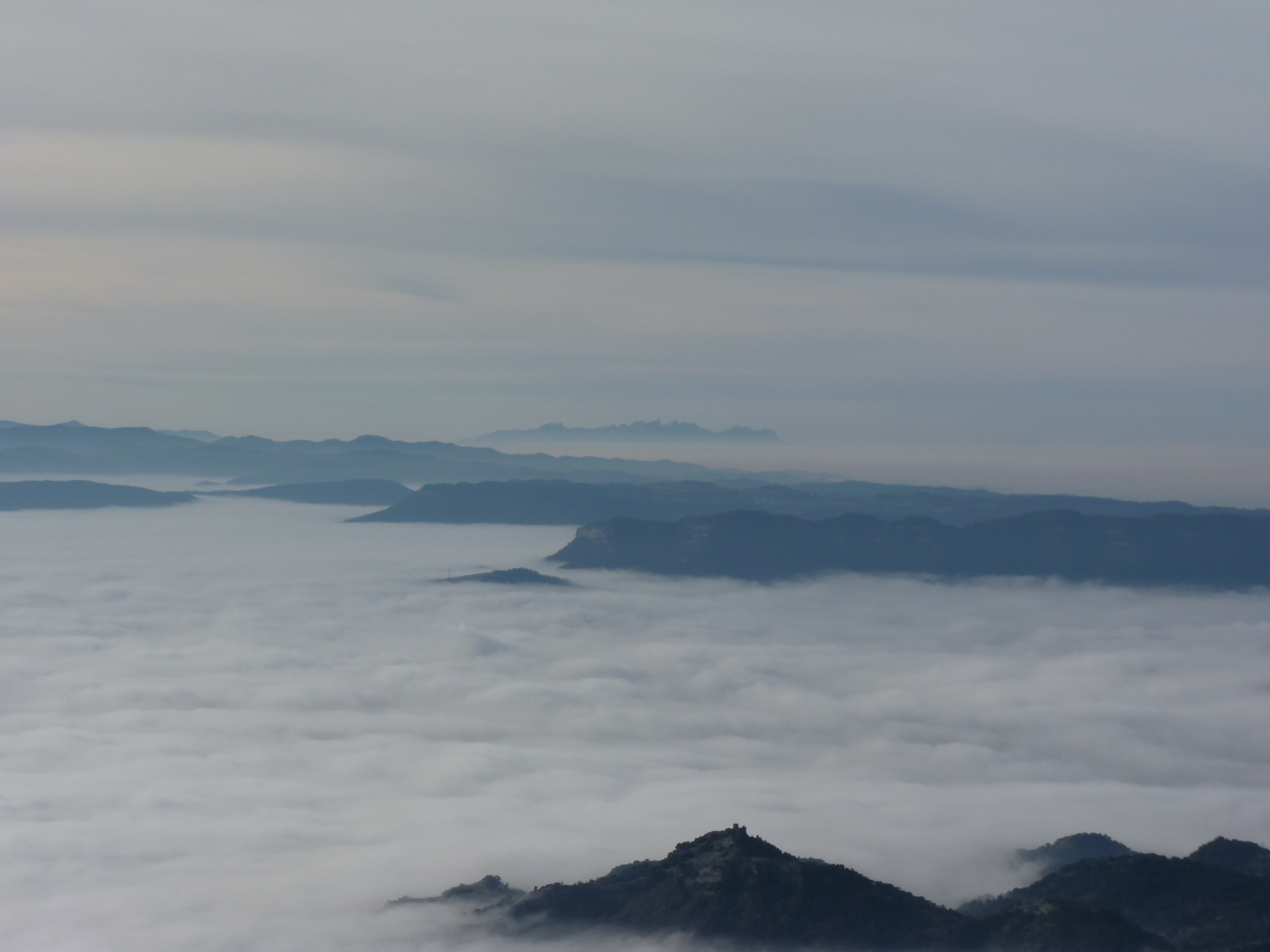
Vista d'Osona des de Bellmunt

El clima d'Osona és mediterrani continental humit, tot i que als relleus del nord (àrea prepirinenca) i a l'est (Montseny, Guilleries i Collsacabra) la precipitació és abundant o molt abundant i la temperatura és més baixa. La precipitació cau de manera regular durant tot l'any, però l'hivern és l'estació més seca. Pel que fa a la temperatura, l'estiu és calorós a la Plana de Vic i més fresc a la resta. L'hivern és fred a tota la comarca, amb inversió tèrmica i boires que afecten sovint la plana. L'amplitud tèrmica és alta al centre i oest de la comarca i només l'estiu queda lliure de la possibilitat de glaçades.

## Vegetació

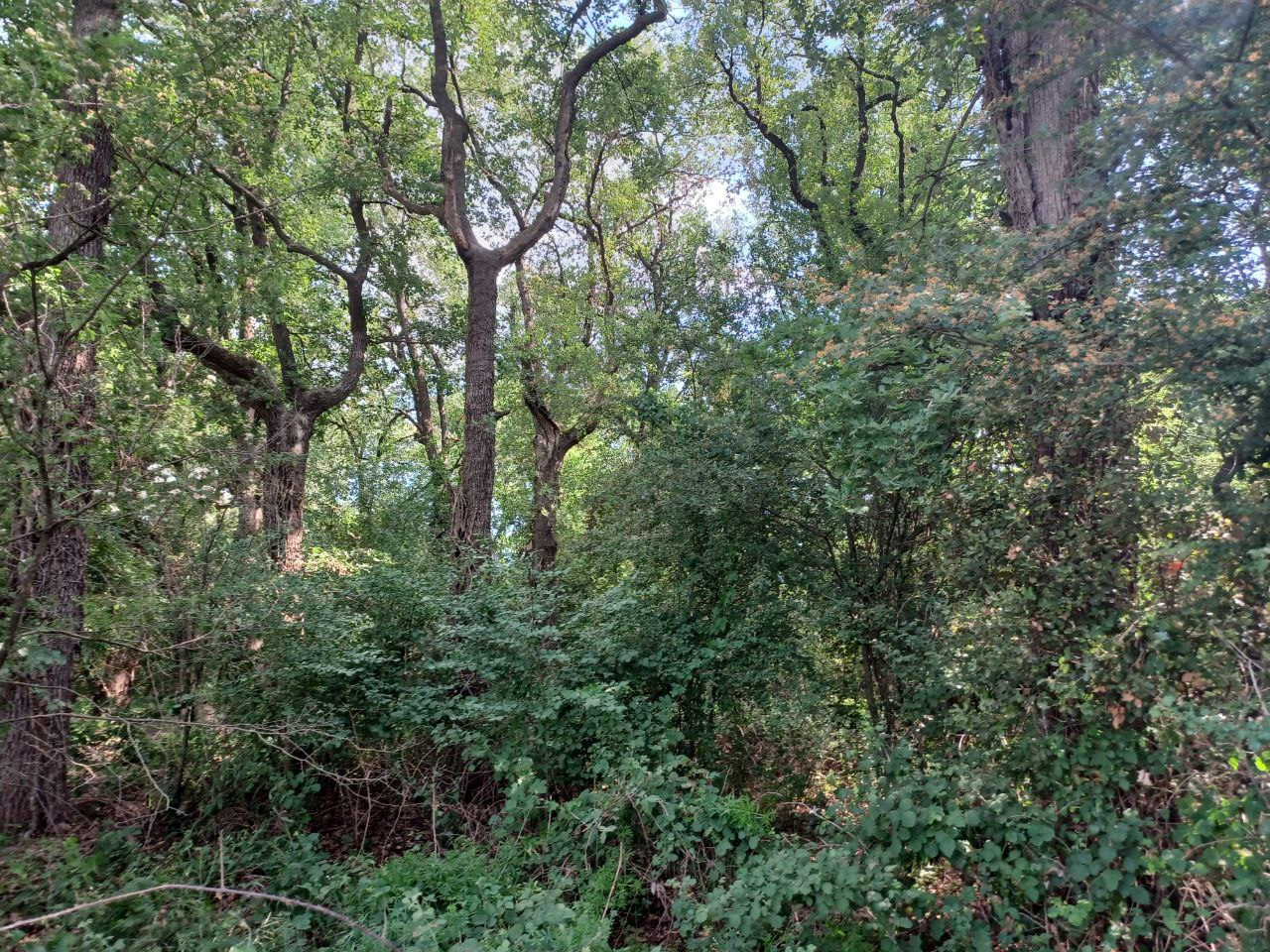
Aspecte primaveral d'un fragment de roureda de roure martinenc força ben preservat.

La vegetació d'Osona és molt diversa i comprèn des de boscos caducifolis humits fins a pinedes mediterrànies.
El paisatge natural de la plana de Vic ha anat canviant amb el pas del temps. Es creu que la zona de la plana era ocupada per extensos boscos de roure martinenc. A l'actualitat resten pocs exemples d'aquest hàbitat, ja que el bosc original s'ha perdut en favor d'altres usos més productius, principalment camps de conreu. Als relleus de transició que delimiten la plana, degut a la inversió tèrmica, hi és abundant l'alzina, ja sigui formant boscos monoespecífics (alzinars) o pluriespecífics (juntament amb el roure martinenc). En molts casos aquestes quercínies es desenvolupen en el sotabosc de pinedes de pi roig, plantades en el seu moment per obtenir-ne productes silvícoles, però que a l'actualitat s'estan veient molt afectades per la sequera i les altes temperatures associades al canvi climàtic.
Al Cabrerès i al Bisaura, degut a un clima més plujós i fresc, hi abunden els boscos de fulla caduca i la vegetació eurosiberiana. El roure martinenc és l'espècie més estesa, però són destacables les fagedes neutròfiles que es constitueixen a les obagues i raconades ombrívoles. A part de rouredes i boscos de faig, són molt característics d'aquestes regions els prats mesòfils i altres hàbitats oberts associats a la ramaderia extensiva, generalment més estesos al Cabrerès. Al Bisaura hi té una presència important el pi roig, que forma boscos mixtos amb roures i faigs.

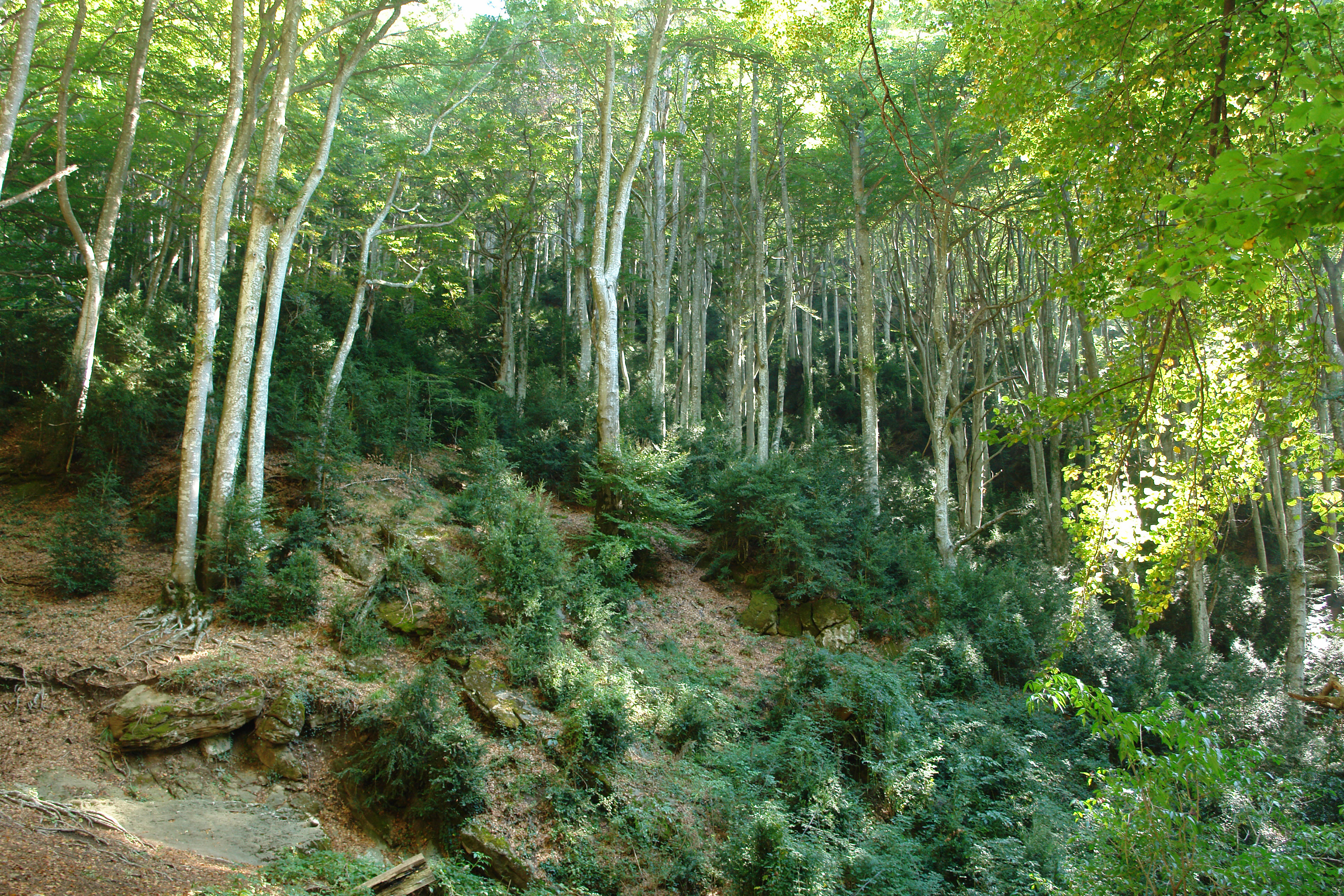
La fageda de la Grevolosa, a la part osonenca de la Serra dels Llancers

A les Guilleries, el clima més marítim i humit fa que la vegetació sigui molt rica i densa, amb arbres de fulla perenne a les zones més baixes i a les solanes i boscos de fulla caduca a les parts més fresques. A la banda osonenca d'aquest massís hi domina l'alzina i el roure martinenc, però es poden trobar boscos o rodals de faig i d'altres caducifolis, com el freixe de fulla gran, el roure sessiliflor o el vern, així com plantacions de castanyer i de coníferes. La surera, molt abundant als vessants selvatans, és extremadament rara al cantó osonenc degut a la menor influència que hi tenen les marinades.
La vegetació del Montseny és molt similar a la de les Guilleries, però potser amb una menor presència de boscos mixtos caducifolis. En qualsevol cas, és molt important la superfície ocupada per l'alzinar muntanyenc i, a causa de la major altitud, per les fagedes acidòfiles. El roure martinenc segueix tenint una paper rellevant, sobretot a les obagues de menor altitud, com també l'hi tenen les plantacions de castanyer. En aquest massís és molt destacable la presència de l'avet, que en el vessant osonenc creix sobretot a la Baga del Matagalls.
A l'altiplà del Lluçanès, el paisatge natural segurament estaria constituït pels roures martinencs i les alzines carrasques, però l'ésser humà l'ha canviat afavorint les pinedes, de les quals destaca per la seva abundància la de pi roig. També hi trobem prats secs de pastura i extensions de pi blanc, pi pinyoner i pinassa.

## Subcomarques
Les subcomarques d'Osona són el Bisaura, la Vall del Ges, el Lluçanès (la major part del qual s'ha separat d'Osona per constituir una comarca pròpia), la plana de Vic, el Cabrerès, el Voltreganès i Guilleries-Montseny.

### El Bisaura
El Bisaura és una subcomarca situada entre Osona i el Ripollès i formada pels municipis de Sant Quirze de Besora, Montesquiu, Sora, Santa Maria de Besora i Vidrà. La seva identitat pròpia respecte a la plana de Vic i el Ripollès queda palesa pel fet que, a la divisió comarcal de Catalunya, l'any 1932 va ser integrada al Ripollès, mentre que l'any 1990 va ser integrada a Osona.
Els seus pobles tenen més de 1000 anys d'història i formen part del naixement de Catalunya. Els cinc municipis ocupen una superfície de poc més de 100 km² i conjuntament sumen una població total de 3.760 habitants (any 2022).

### Voltreganès
El Voltreganès és una subcomarca formada per un conjunt de pobles d'Osona: Sant Hipòlit de Voltregà, les Masies de Voltregà, Santa Cecília de Voltregà, Vinyoles, Orís i el Conanglell. Limita amb el Lluçanès, Gurb, Manlleu, Borgonyà i Torelló. El dia 3 de febrer de cada any, als municipis de les Masies de Voltregà i Sant Hipòlit de Voltregà, se celebren els Fets de la Gleva, on es commemoren els atacs en la Guerra de Successió l'any 1714. El seguici va des de l'església de Sant Hipòlit fins al santuari de la Gleva, amb escopetes i canons. A les Masies de Voltregà s'hi situa el santuari de Nostra Senyora de la Gleva (també anomenat santuari de la Gleva, la Gleva o santuari de la Mare de Déu de la Gleva). Aquest el segon més important de Catalunya després del santuari de Montserrat.

## Municipis
| Municipi                   | Habitants |
| -------------------------- | --------- |
| Aiguafreda                 | 2.567     |
| Balenyà                    | 3.969     |
| Brull, el                  | 287       |
| Calldetenes                | 2.601     |
| Centelles                  | 7.726     |
| Espinelves                 | 248       |
| Esquirol, l'               | 2.263     |
| Folgueroles                | 2.268     |
| Gurb                       | 2.697     |
| Malla                      | 266       |
| Manlleu                    | 21.172    |
| Masies de Roda, les        | 751       |
| Masies de Voltregà, les    | 3.222     |
| Montesquiu                 | 1.110     |
| Muntanyola                 | 721       |
| Orís                       | 355       |
| Roda de Ter                | 6.680     |
| Rupit i Pruit              | 277       |
| Sant Agustí de Lluçanès    | 109       |
| Sant Bartomeu del Grau     | 945       |
| Sant Boi de Lluçanès       | 572       |
| Sant Hipòlit de Voltregà   | 3.711     |
| Sant Julià de Vilatorta    | 3.230     |
| Sant Martí de Centelles    | 1.247     |
| Sant Pere de Torelló       | 2.568     |
| Sant Quirze de Besora      | 2.115     |
| Sant Sadurní d'Osormort    | 89        |
| Sant Vicenç de Torelló     | 2.083     |
| Santa Cecília de Voltregà  | 184       |
| Santa Eugènia de Berga     | 2.303     |
| Santa Eulàlia de Riuprimer | 1.450     |
| Santa Maria de Besora      | 165       |
| Seva                       | 3.770     |
| Sora                       | 217       |
| Taradell                   | 6.809     |
| Tavèrnoles                 | 340       |
| Tavertet                   | 126       |
| Tona                       | 8.455     |
| Torelló                    | 14.902    |
| Vic                        | 48.364    |
| Vidrà                      | 178       |
| Viladrau                   | 1.133     |
| Vilanova de Sau            | 310       |

La comarca conté 43 municipis, incloent Aiguafreda, que es va incorporar oficialment a Osona l'1 d'agost de 2025. Dels 43 municipis, 3 pertanyen a la província de Girona (Espinelves, Vidrà i Viladrau) i els 40 restants a la província de Barcelona. Les seves extensions varien des dels 51,60 km² de Gurb als 0,97 km² de Sant Hipòlit de Voltregà.
El 15 d'abril de 2015, el municipi de Collsuspina deixà de formar part d'Osona després de fer un referèndum per crear la nova comarca del Moianès. Els resultats van ser d'un 50,26% a favor de la nova comarca i un 44,44% en contra.
El 29 de maig de 2022, el municipi d'Aiguafreda va manifestar la voluntat de canviar del Vallès Oriental a Osona després de fer un referèndum on el 60,6% dels votants es volia incorporar a Osona. El 18 de febrer de 2025 el Govern de la Generalitat va aprovar el projecte de llei per permetre el canvi de comarca; el 23 de juliol de 2025 la llei va ser aprovada.
La comarca és molt activa i disposa de molts dels serveis de què poden disposar les grans capitals, com ara una universitat; la majoria, ubicats a la seva capital: Vic (amb una superfície de 30,92 km² i 46.214 habitants l'any 2019).

## Personatges
Categoria principal: osonencs
És terra de grans escriptors i poetes, com ara Jacint Verdaguer, Emili Teixidor, Miquel Martí i Pol, Maria Àngels Anglada, Segimon Serrallonga, entre d'altres. També destaca en l'àmbit musical amb figures com ara Pep Sala, Rafael Subirachs, Esquirols, Sau, o Quimi Portet. Altres personatges rellevants d'Osona són: Jaume Balmes, Ildefons Cerdà, Antoni Pladevall i Font, Pilarín Bayés i Francesc Mora Borrell.

## Economia
El riu Ter va ser la seu de diverses colònies tèxtils, que juntament amb la ramaderia porcina i bovina, van enriquir la comarca. Actualment la zona combina els tres sectors econòmics de manera equilibrada amb un creixement dels serveis. La Universitat de Vic està servint d'impuls.

## Demografia

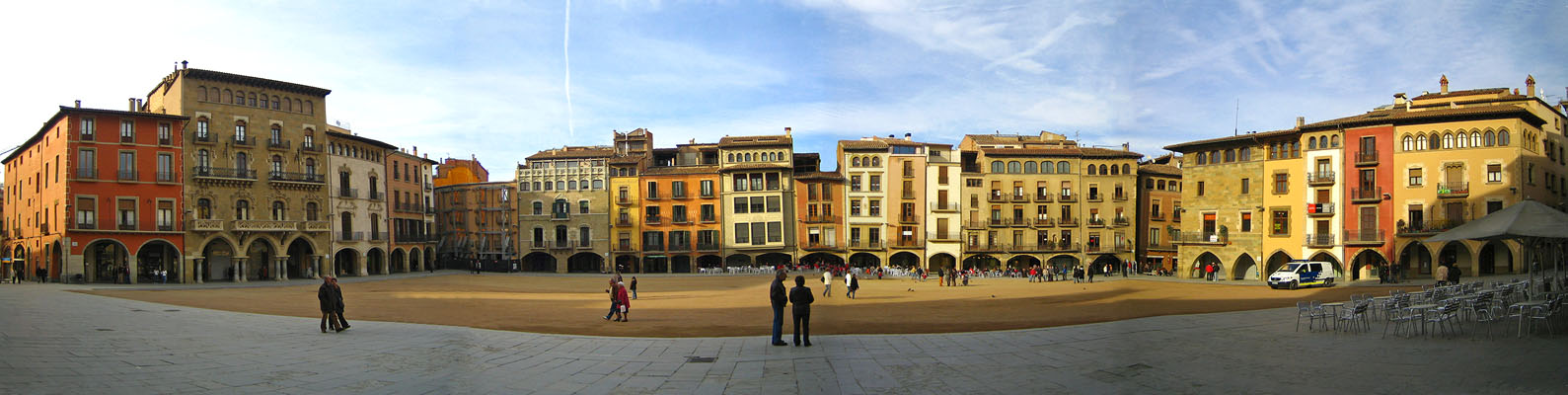
Imatge panoràmica de la Plaça Major de Vic

| 1497 f | 1515 f | 1553 f | 1717   | 1787   | 1857   | 1877   | 1887   | 1900   | 1910   |
| ------ | ------ | ------ | ------ | ------ | ------ | ------ | ------ | ------ | ------ |
| 1.653  | 1.811  | 2.243  | 23.033 | 41.477 | 66.052 | 60.685 | 58.450 | 60.127 | 63.800 |

| 1920   | 1930   | 1940   | 1950   | 1960   | 1970    | 1981    | 1990    | 1992    | 1994    |
| ------ | ------ | ------ | ------ | ------ | ------- | ------- | ------- | ------- | ------- |
| 68.260 | 75.396 | 75.175 | 79.036 | 88.462 | 102.330 | 114.612 | 118.285 | 118.103 | 118.103 |

| 1996    | 1998    | 2000    | 2002    | 2004    | 2006    | 2008    | 2010    | 2012    | 2014    |
| ------- | ------- | ------- | ------- | ------- | ------- | ------- | ------- | ------- | ------- |
| 122.923 | 124.320 | 126.853 | 132.601 | 138.630 | 145.790 | 150.139 | 153.499 | 154.588 | 154.897 |

| 2016 | 2018 | 2020 | 2022 | 2024    | 2026 | 2028 | 2030 | 2032 | 2034 |
| ---- | ---- | ---- | ---- | ------- | ---- | ---- | ---- | ---- | ---- |
| -    | -    | -    | -    | 170.054 | -    | -    | -    | -    | -    |

## Política i govern
| Mapa dels municipis de la comarca segons les alcaldies obtingudes en les eleccions municipals 2019. |  | ERC-AM Junts PSC-CP CUP-PA Independents |

## Símbols

### Escut
L'escut oficial d'Osona és un escut caironat de sinople, un jove, nu, portant sobre l'espatlla una palma, sobre un cavall corrent, tot d'or; la bordura componada d'or i de gules. Per timbre una corona mural de comarca. Va ser aprovat el 5 de novembre de 1995. La figura de l'escut és una reproducció de la que es podia veure al revers d'una moneda ibèrica dels ausetans (s. IV, III i II aC) encunyada a Osona. Portava a l'anvers el perfil del cap d'un jove acompanyat d'un símbol, sovint un porc senglar, i en el revers un genet que porta una palma i a sota la llegenda en escriptura ibèrica AUSESKEN: dels ausetans. La bordura simbolitza els quatre pals de l'escut de Catalunya.

### Bandera
La bandera d'Osona és apaïsada de proporcions dos d'alt per tres de llarg, de sinople, un jove, nu, portant sobre l'espatlla una palma, sobre un cavall corrent, tot d'or; la bordura componada d'or i de gules. Va ser aprovada el 12 de maig de 1997.